# Kurt Fricke (Historiker)
Kurt Fricke (* 1967 in Halle (Saale)) ist ein deutscher Historiker, Verlagslektor und Autor.

## Leben
Fricke absolvierte eine Schlosserlehre und leistete den Militärdienst ab. Von 1989 bis 1995 studierte er Geschichte und Philosophie an der Martin-Luther-Universität Halle-Wittenberg mit dem Abschluss als Magister Artium. Anschließend war er zwei Jahre lang als Historiker freiberuflich tätig. 2000 promovierte er bei Hermann-Josef Rupieper mit einer Biographie des Schauspielers und Intendanten Heinrich George. Seit Herbst 2000 ist er als Lektor im Mitteldeutschen Verlag (Fach- und Sachbuch, Regionalia) tätig. Er verfasste verschiedene Veröffentlichungen zur deutschen Zeitgeschichte. Im November 2010 erschien sein Prosadebüt Der Flug der Wale mit Kurzgeschichten.

## Werke (Auswahl)
Belletristik
- Der Flug der Wale. Short Storys. Mitteldeutscher Verlag, Halle 2010, ISBN 978-3-89812-752-3.
- Im Untergrund. Short Storys. Mitteldeutscher Verlag, Halle 2012, ISBN 978-3-89812-874-2.
- Mr. Edens Garten. Roman. Mitteldeutscher Verlag, Halle 2014, ISBN 978-3-95462-192-7.
- Die Gaben der Götter. Short Storys. Mitteldeutscher Verlag, Halle 2015, ISBN 978-3-89812-416-4.
- Der Rasenpfleger. Short Storys. Mitteldeutscher Verlag, Halle 2022, ISBN 978-3-96311-617-9.

Fach-/Sachbuch
- Die Justizvollzugsanstalt „Roter Ochse“ Halle/Saale 1933–1945. Eine Dokumentation. Hrsg. vom Ministerium des Innern des Landes Sachsen-Anhalt, Magdeburg 1997.
- 25 Jahre Studentenclub „TURM“ Halle/Saale. 1973–1998. Hrsg. vom TURM e. V., Halle 1998.
- Spiel am Abgrund. Heinrich George. Eine politische Biographie. Mitteldeutscher Verlag, Halle 2000, ISBN 3-89812-021-X.
- Die Flanke von links – Inge von Wangenheim. In: Inge von Wangenheim: Die Entgleisung. Mitteldeutscher Verlag, Halle 2012, ISBN 978-3-89812-864-3, S. 303–336.
- »Gott bewahre die Stadt ferner aus Gnaden fuer allem Feuer-Schaden und andern Unglueck!« Zur Geschichte des Feuerlöschwesens in Halle (Saale) bis 1900. In: Jahrbuch für hallische Stadtgeschichte. Verlag Janos Stekovics, Halle 2014, ISBN 978-3-89923-331-5, S. 11–53.
- Sauberes Wasser gegen die Cholera. Die Einrichtung des Wasserwerks Halle (Saale) 1867/68. In: Jahrbuch für hallische Stadtgeschichte. Verlag Janos Stekovics, Dößel 2022, ISBN 978-3-89923-445-9, S. 40–73.
- Friedrich Engels. Philosoph der Bewegung (Philosophie für unterwegs, 14). Mitteldeutscher Verlag, Halle 2023, ISBN 978-3-96311-713-8
- Die Nutzung natürlicher Ressourcen im Feuerlöschwesen von Halle (Saale). In: Klaus Krüger (Hg.): Stadt – Land – Fluss. Aspekte der hallischen Umweltgeschichte (Forschungen zur hallischen Stadtgeschichte, 29). Mitteldeutscher Verlag, Halle 2024, ISBN 978-3-96311-846-3, S. 23–52
- (zus. mit Christoph Werner) Michel de Montaigne. Philosoph der Lebenskunst (Philosophie für unterwegs, 24). Mitteldeutscher Verlag, Halle 2025, ISBN 978-3-96311-941-5